# Bosque nacional Tahoe
El bosque nacional Tahoe es un bosque de los Estados Unidos ubicado en el estado de California, al noroeste del lago Tahoe. El bosque cuenta con una superficie total de 3526.82 km². Su sede se encuentra en Nevada City, California. Hay varios locales donde se ubican las oficinas del distrito de guardaparques en Camptonville, Foresthill, Sierraville, y Truckee.
Una carta otorgada por James Wilson, Secretario de Agricultura de los Estados Unidos, establece: «Los Bosques Nacionales tienen como propósito preservar un suministro permanente de madera para las industrias nacionales, prevenir la destrucción de la cubierta forestal que regula el caudal de los arroyos y proteger a los residentes locales de la competencia desleal en el uso de los bosques y pastizales. La madera, el agua, los pastos y los recursos minerales de los bosques nacionales son para el uso de la población».

## Vegetación
Un informe de 2002 estima que cerca de 84 000 acres (340 km²) de bosque maduro conforman toda el área de Tahoe. El crecimiento incluye el abeto Douglas (Pseudotsuga menziesii var. Menziesii), el pino ponderosa (Pinus ponderosa), White Fir (Abies concolor), Sugar Pine (Pinus lambertiana), Cedro (Calocedrus decurrens), Roble Negro (Quercus kelloggii), Lodgepole Pine (Pinus contorta), y Red Abeto (Abies magnifica).